# 1977年蘇聯憲法
1977年蘇聯憲法（又称为勃列日涅夫宪法）于1977年10月7日在第九届苏联最高苏维埃第七次特别会议上一致通过，是苏联第三部也是最后一部宪法。宪法前言中写有“已经实现无产阶级专政的目标，苏联已经成为全体人民的国家”。该宪法按照苏联加入联合国时“一国三席”的原则，增添了“加盟共和国有权参加国际组织”，成为造成後來苏联解体的原因之一。1991年12月26日苏联解体，该宪法失效。起草小组领导者：1962年至1968年，列昂尼德·费多罗维奇·伊里切夫；1968年至1973年，亚历山大·尼古拉耶维奇·雅科夫列夫，1973年至1977年：鲍里斯·尼古拉耶维奇·波诺马廖夫。《1978年苏俄宪法》、《1978年乌克兰宪法》等苏联各加盟共和国宪法依照此宪法分别作出修改。